# 원티드 (영화)
《원티드》(영어: Wanted)는 2008년 액션 영화로, 마크 밀러와 J. G. 존스의 동명의 만화 내용을 바탕으로 했다. 영화 각본은 크리스 모건, 마이클 브랜트, 데릭 하스가 맡았으며, 감독은 티무르 베크맘베토프이며, 주요 출연진은 제임스 맥어보이, 안젤리나 졸리, 모건 프리먼, 토마스 크레치만, 코먼, 테런스 스탬프, 콘스탄틴 하벤스키이다. 이 영화의 줄거리는 일상에 찌든 회계사 웨슬리 깁슨 (맥어보이 역)이 자신이 암살자의 아들이라는 것을 알게 되면서 아버지가 속해 있었던 비밀 조직 프러터니티(The Fraternity)에 들어가며 벌어지는 내용이다.
제작은 2007년 4월 시작되었고, 체코에서 촬영했으며 이후 시카고 세트 촬영 장면을 첨가했다. 2008년 6월 25일 영국에서 첫 개봉을 했고, 이틀 후 미국에서도 개봉되어 동시에 비판적이면서 상업적인 성공을 거두었다. 이 영화는 아카데미상에서 음향효과상, 음향상 2개 후보로 올랐다.

## 줄거리
시카고에서, 주인공 웨슬리 깁슨은 항불안제를 먹어야 진정이 되는 공황 발작을 일으키는 고압적인 상사 밑에서 지겨운 사무일을 하고 있고, 같이 동거하는 여자 친구는 단짝 배리와 바람을 피고 있다. 그러던 어느 날, 약국에서 웨슬리는 미스터리한 폭스라는 이름의 여자로부터 그의 아버지가 최근에 크로스라는 남자에게 암살 당했다고 들었고, 그 와중에 바로 웨슬리 뒤에 크로스가 있었다. 크로스와 폭스는 총격전을 벌이고 뒤이어 시카고의 거리에서 자동차 추격전을 벌인다. 웨슬리는 어떻게든 도망가려고 애쓰는 와중에 폭스는 크로스와 총격전을 벌이고, 차 사고로 인해 웨슬리는 의식을 잃는다. 폭스는 깁슨을 100년 역사를 이어온 암살 비밀 조직 프러터너티의 본부로 데리고 간다. 조직의 지도자 슬로안은 웨슬리의 공황 발작은 사실 드문 사람에게만 나타나는 특별한 능력이 훈련되지 않은 채 나타나는 현상일 뿐이라고 설명한다. 스트레스를 받을 때, 급격하게 심장 박동수와 아드레날린이 증가해 특별한 힘과 스피드, 반사 작용이 발현된다―깁슨이 그 특별한 능력을 이용해 총으로 파리의 날개를 맞추는 걸 성공시킨다. 슬로안은 프러터니티는 그 능력을 조절할 수 있게 가르칠 수 있다고 설명하면서, 웨슬리에게 아버지의 암살자로서의 발자취를 따르게 하기 위해 아버지의 재산을 그에게 물려준다. 웨슬리는 처음에는 이를 주저하고 일로 돌아가지만, 그의 은행 계좌에 몇백만 달러가 있는 것을 발견하고는 놀라워 한다. 그는 사무실 직원 전체가 보는 앞에서 그의 상사를 맹렬히 욕한 뒤 사무실을 나가면서 배리의 얼굴을 컴퓨터 키보드로 날려버린다. 한편 폭스는 그를 프러터니티 본부―직조 공장인 것처럼 정체를 숨긴 곳―로 데려가기 위해 건물 밖에서 그를 기다리고 있었다.
웨슬리는 잔혹한 훈련을 받게 된다. 그는 물체 주위로 곡선으로 총알을 날리는 방법을 배운다. 후에, 웨슬리는 운명의 베틀을 보게 되는 데, 그 베틀은 직물에서 잘못 짜여진 부분을 통해서 2진 코드를 이용해 암살할 표적의 이름을 부여하는 것이었다. 그 베틀은 미래의 비극적인 사건을 막을 수 있게 한다고 한다. 그러나 오직 슬로안만이 죽어야 할 운명의 이름을 해석할 수 있었다. 웨슬리는 처음에 암살하는 것을 꺼려한다. 그러자 폭스는 그녀가 어렸을 때 청부 살인자에 의해 아버지가 불타 죽는 것을 목격했던 것을 밝히고, 프러터너티에 들어와 알고보니 그 청부 살인자는 살해당할 표적이었지만, 청부 살인자의 암살을 담당한 암살자는 살해에 실패했던 일을 말해준다. 그녀는 이후로 그런 비극을 그녀의 미션을 통해 막을 수 있다고 여긴다. 그리고 폭스의 말을 통해 웨슬리는 암살 미션을 주저하지 않게 된다.
이후 웨슬리는 여러 미션을 거치며 크로스를 만날 수 있는 기회를 얻는데, 어느 날 웨슬리는 크로스가 발사한 총알을 팔에 맞는데 그 총알은 추적이 가능했다. 슬로안은 웨슬리가 아버지의 복수를 하려는 것을 허락하고 크로스에게 보냈다―그러나 폭스에게도 웨슬리를 암살하라는 비밀스러운 미션이 주어진다. 웨슬리는 그가 맞은 총알을 분석하고, 총알의 제조자는 서모라바에 살고 있는 펙워스키라는 사실을 알게 된다. 웨슬리와 폭스는 그 곳으로 가고 펙워스키를 생포해서, 크로스와 만남을 주선하게 된다. 웨슬리와 크로스는 움직이는 열차 안에서 만나게 된다. 폭스는 차를 훔친 뒤 기차 안으로 돌진하고, 기차는 협곡 사이 다리에서 탈선을 일으킨다. 크로스가 웨슬리를 협곡 사이로 떨어지지 않게 그를 구하지만, 웨슬리는 크로스를 향해 총을 발사한다. 크로스는 죽기 전에, 자신이 웨슬리의 진짜 아버지라는 사실을 밝힌다. 폭스는 이를 확인해주고, 웨슬리는 크로스가 죽이지 못할 유일한 사람이기에 암살자로 뽑힌 것이라고 설명해준다. 그리고 폭스가 웨슬리를 암살하려고 온 것을 밝히고 총을 발사하지만, 웨슬리는 창문을 부수고 그 곳을 탈출한다.
펙워스키는 웨슬리를 다시 되찾은 뒤에 웨슬리의 원래 집 길 건너편에 있는 아버지가 살던 아파트로 데려온다. 펙워스키는 슬로안이 운명의 베틀에서 자신이 표적임을 발견하고 개인의 이익을 위해 표적을 조작했고 프러터니티 구성원들에게는 아무 사실도 말하지 않았다는 것을 웨슬리에게 밝힌다. 크로스는 이 사실을 알고는 프러터니티를 탈출하고 아들로부터 프러터니티 구성원들을 멀리 하기 위해 구성원들을 암살하기 시작했고, 웨슬리의 아버지는 그가 자신과 같은 삶을 살지 않기를 바랬다는 것을 밝힌다. 그는 슬로언을 암살하기로 결정한 뒤에 아버지의 무기와 지도가 모두 있던 비밀의 방을 발견한다.
웨슬리는 프러터니티 본부로 차를 탄 채 돌진 한 뒤 주위의 모든 프러터니티 구성원들을 살해하고, 어떤 방에서 남은 암살자들에게 슬로안의 거짓말을 폭로한다. 그러자 슬로안은 직물에서 암살자들의 모든 이름이 나왔었고, 그리고 자신은 단지 프러터너티 구성원들을 보호하기 위해 그와 같이 행동했다고 변명한다. 슬로안에게 설득당한 프러터니티의 흑인 구성원 중 한 명이 총을 장전하자 누구보다도 그 '코드'를 믿었던 폭스는 동료에게 휘어지는 총알을 발사한 뒤에 웨슬리에게 그녀의 총을 던져주고 폭스 자신이 발사한 총알에 맞아 죽는다. 그러나 그 사이 이미 슬로안은 도망친 뒤였다.
웨슬리는 다시 빈털터리가 되었고, 그는 방향을 잃었다. 그리고 나서, 한 남자가 컴퓨터 화면을 보고 있고, 이는 마치 영화 시작 부분의 웨슬리와 비슷하다. 슬로안이 나타나서 그 남자 머리에 총을 겨눈다. 그 순간, 그 남자는 방향을 슬로안 쪽으로 돌리고 자신은 유인하기 위한 수단임을 밝힌다. 그러고는 슬로안은 긴 거리를 날아가는 총알을 웨슬리에게 맞고 죽는다. 원작 만화와 비슷하게, 영화는 웨슬리의 완수로 끝나고, 그러고 나서 카메라가 웨슬리에게 돌려진 뒤에 제4의 벽을 무너뜨리고는 관객들에게 다음과 같이 말한다. "여지껏 당신은 뭘하고 있었나? (What the fuck have you done lately?)", 그리고 나서 크레딧이 나온다.

## 배역
- 제임스 맥어보이 - 웨슬리 앨런 깁슨 역, 칸막이 된 사무실에서 일하는 24세의 순진한 회사원이지만, 암살자의 운명임을 알게 되는 역할.
- 안젤리나 졸리 - 폭스 역, 프러터너티에서 뛰어난 암살자이자 깁슨의 멘토.
- 모건 프리먼 - 슬로안 역, 프러터너티의 지도자이며, 웨슬리 깁슨의 '암살된' 아버지의 동료.
- 토마스 크레치만 - 크로스 역, 프러터너티를 떠나 독자적으로 행동하는 암살자.
- 코먼 - 얼 말콤 스펠먼 역, '더 건스미스'라고 불리며, 총을 다룰 수 있게 훈련시키는 프로 총잡이.
- 콘스탄틴 카벤스키 - 더 익스터미네이터 역, 폭발물에 관한 전문가로, 쥐에 폭탄을 장착시킨다. 프러터너티에서 웨슬리의 유일한 친구들 중 한 명.
- 마크 워런 - 더 리페어맨 역, '안 좋은 습관을 고치는' 암살자로, 웨슬리의 격투 훈련을 담당.
- 다토 박타드제 - 더 버처 역, 총알을 칼로 막을 수 있을 정도의 칼에 관한 전문가로, 웨슬리의 칼싸움 훈련을 담당.
- 테런스 스탬프 - 펙워스키 역, 살인에 관해 전문가. 펙워스키는 프러터니티 밖에서 독자적으로 행동하며 또한 추적 불가능하고 긴 거리를 날아가는 총알을 만드는 기술자 역할.
- 데이비드 오하라 - 미스터 엑스 역, 최고의 암살자로 불리며, 웨슬리가 그의 아버지로 믿었던 사람으로, 그의 암살로 인해 깁슨이 프러터니티로 들어오게 됨.
- 크리스 프랫 - 배리 역, 깁슨의 회사 동료이며, 깁슨의 여자 친구와 바람을 피는 단짝 친구.
- 크리스튼 헤거 - 케이시 역, 잘 다투고 바람을 피는 깁슨의 여자 친구.
- 로나 스콧 - 제니스 역, 깁슨의 고압적인 상사 역할.

## 한국판 성우진(KBS)
- 김일 - 웨슬리 앨런 깁슨(제임스 맥어보이)
- 이선 - 폭스(안젤리나 졸리)
- 김병관 - 슬론(모건 프리먼)
- 온영삼 - 펙워스키(테런스 스탬프)
- 이정구 - 크로스(토마스 크레치만)
- 이장원 - 버처(다토 박타드제)
- 오인실 - 제니스(로나 스콧) / 캐리(크리스틴 헤이거)
- 박영재 - 리페어맨(마크 워렌) / 엑스(데이비드 오하라)
- 박상훈 - 배리(크리스 프랫) / 회복실 치료사(콘스탄틴 하벤스키)
- 김도담 - 건스미스(코먼)

## 개봉
원티드는 원래 2008년 3월 28일 개봉하기로 되어있었으나, 2007년 12월, 유니버설은 개봉 일자가 2008년 6월 27일로 늦춰졌다고 발표했다. 시사회는 6월 25일 영국에서부터 시작되었다.
본 영화는 또한 6월 19일 로스앤젤레스 영화제에서 오프닝나이트였다.

### 러시아 버전
감독이 러시아 출신이라는 점을 고려해서, 유니버설은 특별하게 러시아 버전을 개봉했다. 영어 대화의 문학 번역은 소설가 세르게이 루키야넨코가 담당했다. 스크린의 몇몇 문장은 자막이나 보이스오버를 하지 않고, CGI를 사용했다. 베크맘베토프의 '나이트 워치'나 '데이트 워치'에 출연한 몇몇 유명한 러시아 배우들은 주요 배역의 더빙을 맡았고, 콘스탄틴 카벤스키는 자기 배역이었던 영화의 더 익스터미네이터 역을 러시아어로 더빙했다. 제임스 맥어보이는 웨슬리 깁슨 역으로 러시아어로 몇몇 단어를 발음했다.
대니 엘프먼의 음악 'The Little Things'는 러시아어 버전으로 되었고, 엘프먼이 직접 연주했으며, 그리고 베크맘베토프는 또한 러시아에서 바이러스 마케팅의 한 부분의 밴드 델타의 뮤직 비디오를 감독했다.

### 박스 오피스
원티드는 3,185개의 영화관에서 개봉했고 개봉한 주에만 50,927,085 달러를 벌어들였으며, 이 기록으로 월-E에 이어 2위를 기록했다.
세계적으로 본 영화는 개봉한 주에만 3300만 달러를 벌어들였고, 러시아와 대한민국에서 기록이 깨어졌다.
원티드는 미국과 캐나다 시장에서만 134,508,551 달러를 벌어들였고, 세계 시장에서 206,924,701 달러를 벌어들였고, 총합 341,433,252 달러를 벌어들였다.

### 홈 미디어
원티드는 미국에서 2008년 12월 2일 DVD와 블루레이로 출시되었다. DVD 디스크 하나만 들어있는 버전과 DVD와 Blu-ray 디스크가 둘 다 들어있는 버전이 출시되었다. 두 개의 디스크가 들어있는 DVD 선물 세트는 어쌔신의 포토북과 소장용 엽서, 그리고 아크릴로 만든 프레임에 들어 있는 렌즈 모양의 필름 셀을 포함하고 있다. DVD는 차트에서 2위로 첫 등장했고(1위는 나니아 연대기: 캐스피언 왕자), 2009년 2월까지 6500만 달러를 벌어들였다.
블루레이는 차트에서 1위로 첫 등장했다.

## 상품

### 사운드트랙
대니 엘프먼은 티무르 베크맘베토프가 만든 영화 《나이트 워치》와 《데이 워치》의 팬이어서 사운드트랙을 만드는 것을 수락했다. 영화의 '괴기하고, 복잡하고, 냉소적인 분위기'를 띄우기 위해서, 엘프먼은 거친 사운드와 헤비 메탈을 접목 시킨 기타 기반의 음악을 만들기로 결정했다.
이 영화를 통틀어 가장 인상에 남고 엔딩 크레딧이 올라갈 때도 울려퍼지는 메인 테마곡은 엘프먼 작사 연주의 "The Little Things"이다. 처음에 이 곡은 기타 반복악절로만 꾸며졌는데, 영화 제작자들의 요청에 따라 엘프먼이 비트와 약간의 가사를 첨가했다. 이후 《헬보이 2: 골든 아미》에 삽입될 음악 작업을 위해 런던에 머물고 있었던 엘프먼은, 베크맘베토프 감독으로부터 이 노래의 풀 버전을 만들어 달라는 부탁전화를 받았다. 이어서 "The Little Thing"의 러시아어 버전도 만들어졌다.
이 영화에는 나인 인치 네일스의 노래 "Every Day Is Exactly the Same"도 두 번 등장한다. 영화 초반부의 자동차 추격 신 다음에 흘러나와 한껏 고조되었던 관객들의 긴장감을 풀어주는 곡은 루퍼트 홀스의 "Escape (The Pina Colada Song)"라는 노래다. 그리고 폭스와 웨슬리가 리무진 안의 어떤 사나이를 살해할 때 흐르는 곡은 안드레아 보첼리의 "Time to Say Goodbye"다.

### 수록곡
전체 작사·작곡: 대니 엘프먼
| #   | 제목                      | 재생 시간 |
| --- | ------------------------- | --------- |
| 1.  | The Little Things         | 3:26      |
| 2.  | Success Montage           | 3:32      |
| 3.  | Fraternity Suite          | 3:28      |
| 4.  | Wesley's Office Life      | 5:15      |
| 5.  | The Scheme                | 1:44      |
| 6.  | Fox in Control            | 2:16      |
| 7.  | Welcome to the Fraternity | 4:28      |
| 8.  | Fox's Story               | 3:29      |
| 9.  | Exterminator Beat         | 2:52      |
| 10. | Rats                      | 3:28      |
| 11. | The Train                 | 3:59      |
| 12. | Revenge                   | 4:33      |
| 13. | Fox's Decision            | 2:29      |
| 14. | Breaking the Code         | 1:21      |
| 15. | Fate                      | 1:46      |

### 비디오 게임
본 영화의 게임판 《원티드: 운명의 무기》가 2009년 3월 24일 출시되었다. GRIN에서 개발했고, 발행사는 워너 브라더스 인터랙티브 엔터테인먼트로 마이크로소프트 윈도우, 플레이스테이션 3 & 엑스박스 360 용으로 출시되었고, 영화 시나리오를 따르지는 않지만 영화의 마지막을 이어가는 내용이다.

## 속편
원티드가 개봉되기도 전부터 제작자인 마크 밀러는 티무르 베크맘베토프 감독이 속편 제작을 계획 중이며, 속편은 원작만화에 기초한 것이 아니라고 밝혔다. 베크맘베토프 감독은 프로듀서들과 상의해 오리지널 스토리를 구상하고 있었다. 2008년 11월, 각본가 크리스 모건은 시나리오 집필에 착수했지만, '과도한 작업부담'으로 인해 이듬해 4월 시나리오 초고를 에번 스필리오토펄러스에게 넘겼다. 테런스 스탬프는 펙워스키 역을 가리켜 "속편을 위해 창조된 캐릭터"라고 말했고, 코먼은 폭스와 건스미스 둘 다 좀 더 상세히 조명될 만한 캐릭터라면서 속편에 관심을 표했다. 2009년 6월, 베크맘베토프 감독은 곧 '원티드 2'의 사전작업이 시작될 것이며, 2009년 늦가을이나 겨울께 촬영에 들어간다고 발표했다. 제작비는 약 1억 5천만 달러 규모이며, 촬영은 미국과 인도, 러시아에서 진행될 예정이라 밝혔다. 베크맘베토프 감독은 폭스와 익스터미네이터 등 일부 캐릭터가 속편에서 부활할 수도 있다고 덧붙였다. 같은 달에 열린 샌디에이고 코믹콘에서 마크 밀러는, 속편의 각본은 원작만화에 등장하는 국제 암살조직을 주된 뼈대로 삼을 것이라고 말했다. 이듬해인 2010년 2월, 주연배우 안젤리나 졸리가 속편에서 빠진다는 사실이 알려지면서, 유니버설사가 원티드 속편 제작 계획을 백지화하기로 했다는 루머가 돌기도 했는데, 스튜디오 측은 즉각 루머를 부인하고 나섰다. 밀러는 폭스의 귀환을 삭제하는 선에서 시나리오 수정작업이 이루어질 것이며, 2011년 하반기 개봉을 목표로 2010년부터 본격적인 영화작업에 들어간다고 밝혔다. 2011년, 연출자 짐 렘리는 속편 제작에 대한 질문에 "원티드 2는 그렇게 금방 나올 것 같지는 않다." 라고 대답했다. 같은 해 제임스 맥어보이는 속편에 대해 "스튜디오가 속편 제작에 극도로 예민해져 있는 것 같다. 우리 모두 정말로 속편이 나오기를 바란다. 하지만 적절한 타이밍에 제대로 만들어져 나왔으면 좋겠다."라고 자기 생각을 밝혔다. 또한 맥어보이는 웨슬리가 아닌 다른 캐릭터에 초점을 맞추는 속편 제작방식에 흥미를 나타냈다.

## 같이 보기
- 노른, 북유럽 신화에 등장하는 운명의 실을 휘감는 운명의 여신.